# Д’Эрамо, Лючия
Лючия д’Эрамо (итал. Luce d'Eramo, настоящее имя — Люсетт Манджоне (итал. Lucette Mangione); 17 июня 1925, Реймс, Франция — 6 марта 2001, Рим, Италия) — известная итальянская писательница-антифашистка.

## Биография
Родилась в 1925 году в семье итальянцев, живших в Реймсе (Франция). До четырнадцати лет жила в Париже. Её отец был строителем и художником, служившим во время Первой мировой войны пилотом. Мать была секретарём Национальной фашистской партии в Париже и была ответственной по оказанию помощи итальянским рабочим-иммигрантам во Франции. Семья вернулась на родину в 1938 году, сначала в Алатри, а затем переехала в Рим, где Люсетт Манджони поступила в университет. Всё это время она воспитывалась как преданная фашистка.
После 25 июля 1943 года семья перебралась в Бассано-дель-Граппа, куда её отец был назначен в авиацию Республики Сало. В то же время Люсетт узнаёт о концентрационных лагерях и других преступлениях фашистских режимов и 7 февраля 1944 года уходит из дома добровольцем на работу в немецких трудовых лагерях.
Вскоре она сталкивается с суровой реальностью угнетения и эксплуатации, встречается с бойцами Сопротивления, советскими военнопленными. Это радикально меняет её взгляды и Люсетт помогает организовать забастовку совместно с бойцами французского Сопротивления, за что её бросают в тюрьму. Затем она была отправлена домой к своей семье в Верону, но сознательно присоединилась к колонне депортированных и оказалась в концентрационном лагере Дахау. Однако, ей удается бежать оттуда, она скрывается от властей и занимается самой тяжёлой работой в разрушенной бомбардировками Германии. 27 февраля 1945 года в Майнце, помогая при разборе развалин, получает ранение, парализовавшее её ноги.
Вернувшись в Италию после Второй мировой войны, она берёт имя Лючия д’Эрамо. В 1951 году оканчивает факультет искусств университета Рима, защитив диссертацию на тему поэзии Джакомо Леопарди, а затем, в 1954 году, диссертацию по истории и философии по «Критике способности суждения» Канта.
Начала писать благодаря встрече в 1966 году с Иньяцио Силоне, с которым Лючия д’Эрамо оставалась связанной на всю жизнь дружбой, однако, в 1971 году она опубликовала резкое критическое и библиографическое исследование о работах Иньяцио Силоне. В годы стратегии напряжённости вместе с Камиллой Чедерной исследовала дело Джанджакомо Фельтринелли, который, по официальной версии, подорвался на собственном взрывном устройстве, а по независимой — погиб в результате полицейской провокации.

## Книги
- Idilli in coro, 1951
- Raskolnikov e il marxismo. Note a un libro di Moravia e altri scritti, 1960
- Finché la testa vive, 1964
- L’opera di Ignazio Silone. Saggio critico e guida bibliografica, 1971
- Cruciverba politico, 1974
- Deviazione, 1979
- Nucleo zero, 1981
- Partiranno, 1986
- Ultima luna, 1993
- Ignazio Silone, 1994
- Si prega di non disturbare, 1995
- Racconti quasi di guerra, 1999
- Io sono un’aliena, 1999
- Un’estate difficile, 2001